# Sydney FC
Der Sydney FC ist ein australischer Fußballverein aus Sydney. Der 2004 gegründete Klub ist in Privatbesitz.
Der Sydney FC trägt seine Heimspiele im 2022 eröffneten Sydney Football Stadium aus.
Am 11. Juni 2005 gewann der Sydney FC den OFC Champions Cup und qualifizierte sich damit als Vertreter der Oceania Football Confederation für die FIFA-Klub-Weltmeisterschaft 2005 in Japan. Am 5. März 2006 gewann der Klub mit einem 1:0-Finalsieg gegen die Central Coast Mariners den ersten Meistertitel in der neu gegründeten australischen A-League unter der Leitung des deutschen Trainers Pierre Littbarski.

## Geschichte

Von 2004 bis 2017 genutztes Vereinslogo

Anfang 2004 begann der australische Fußballverband ASA (heute: Football Australia) mit den Planungen für eine australische Fußballprofiliga (A-League). Daraufhin wurde von Soccer New South Wales (heute: Football NSW) eine Lizenz für eine Mannschaft aus Sydney ausgeschrieben. Einer der Bewerber um die Lizenz war der Sydney FC, der für die Bewerbung im April 2004 gegründet wurde. Am ersten November desselben Jahres wurde der Sydney FC offiziell als Gründungsmitglied der A-League von der Football NSW ausgerufen. Im Februar bestand der Kader schon aus 16 Spielern von den maximal erlaubten 20. Unter diesen Spielern waren Nationalspieler wie Clint Bolton, Steve Corica und David Zdrilic. Als Marquee Player wurde der frühere Manchester-United-Spieler Dwight Yorke verpflichtet. Gleich in der ersten Saison gewann Sydney durch einen 1:0-Erfolg über die Central Coast Mariners die A-League.
Littbarskis Nachfolger Terry Butcher wurde im Februar 2007 nach einer enttäuschenden Saison von Branko Čulina abgelöst. Er führte Sydney FC zunächst mit nur mäßigem Erfolg, der Klub schied bereits in der Gruppenphase aus, durch die Spiele der asiatischen Champions League und wurde bereits Ende Oktober 2007, nach nur zwei Siegen in neun Ligaspielen, durch John Kosmina, einen vormaligen 60-fachen australischen Nationalspieler, der zuletzt bei Adelaide United tätig war, abgelöst.
Am 5. September 2012 verpflichtete der Verein den italienischen Weltmeister von 2006 Alessandro Del Piero, der einen Zweijahresvertrag erhielt.

## Eigentümerschaft
Beim Launch des Franchise wurde am meisten Wind um den australischen „Hollywood Schauspieler“ Anthony LaPaglia und dessen Teileigentümerschaft am Verein gemacht. Mehrheitseigentümer war aber der Einkaufszentrumsmilliardär (Westfield) Frank Lowy. Der Oligarch war schon via dem Sydneyer Hakoah Club, der seit den 1950er Jahren Spitzenmannschaften im Sydneyer Fußball aufstellte, mit dem Sport assoziiert und war auch als Verbandsfunktionär federführend in der kartellmäßigen Umgestaltung des australischen Erstligafußballs. LaPaglia verkaufte seine Anteile, 7,5 % am Sydney FC, bereits 2008 oder 2009, nachdem er kein Geld nachschießen wollte und unzufrieden mit der engen Kontrolle des Verbandes über alles war. Anfang 2009 übernahm der Russe David Isaakowitsch Traktovenko (Давид Исаакович Трактовенко), der sein Vermögen im Bankwesen erwirtschaftet hat und bereits zwischen 2003 und 2005 Aufsichtsratschef beim Sankt Petersburger Verein FC „Zenit“ war, Anteile des Sydney FC und war ab 2012 laut des Franchise der Mehrheitseigentümer. Zum selben Zeitpunkt wurde sein Schwiegersohn Scott Barlow, der mit Traktovenkos Tochter Alina verheiratet ist, Aufsichtsratschef.
2022 verkündete Sydney FC „die Familie Barlow besitzt 98% des Vereins mit und die restlichen 2% werden von der Familie Crismale und zwei weiteren australischen Anteilseignern gehalten“.

## Stadion
Der Sydney FC trug bis Mitte 2018 seine Heimspiele im Allianz Stadium von 1986, ursprünglich Sydney Football Stadium und zwischenzeitlich Aussie Stadium genannt, aus. Der Club wählte diesen Ort als Austragungsort aufgrund der guten Verkehrsanbindung. An Spieltagen beförderten Shuttlebusse die Fans vom Hauptbahnhof zum Stadion. 2018 entschied man sich, das Stadion durch einen Neubau zu ersetzen. Am 28. August 2022 wurde das neue Allianz Stadium eröffnet. Bis dahin trug der Sydney FC seine Heimspiele im Kogarah Oval, auch bekannt als Jubilee Stadium, im Süden der Stadt aus.

## Nationale Erfolge
- Australischer Meister: 2006, 2010, 2017, 2019, 2020
- Premiership (Regular Season): 2010, 2017, 2018, 2020
- FFA Cup Sieger: 2017, 2023

## Internationale Pokalbilanz

### Ozeanien
| Saison | Wettbewerb        | Runde        | Gegner        | Ergebnis |
| ------ | ----------------- | ------------ | ------------- | -------- |
| 2005   | OFC Champions Cup | Gruppenphase | Auckland City | 3:2      |
| 2005   | OFC Champions Cup | Gruppenphase | Sobou FC      | 9:2      |
| 2005   | OFC Champions Cup | Gruppenphase | AS Pirae      | 6:0      |
| 2005   | OFC Champions Cup | Halbfinale   | Tafea F.C.    | 6:0      |
| 2005   | OFC Champions Cup | Finale       | AS Magenta    | 2:0      |

Gesamtbilanz: 5 Spiele, 5 Siege, 0 Unentschieden, 0 Niederlagen, 26:4 Tore (Tordifferenz +22)

### Asien
| Saison | Wettbewerb           | Runde        | Gegner                  | Gesamt | Hinspiel | Rückspiel |
| ------ | -------------------- | ------------ | ----------------------- | ------ | -------- | --------- |
| 2007   | AFC Champions League | Gruppenphase | Shanghai Shenhua        | 2:1    | 2:1 (A)  | 0:0 (H)   |
| 2007   | AFC Champions League | Gruppenphase | Urawa Red Diamonds      | 2:2    | 2:2 (H)  | 0:0 (A)   |
| 2007   | AFC Champions League | Gruppenphase | Persik Kediri           | 4:2    | 1:2 (A)  | 3:0 (H)   |
| 2011   | AFC Champions League | Gruppenphase | Suwon Samsung Bluewings | 1:3    | 0:0 (H)  | 1:3 (A)   |
| 2011   | AFC Champions League | Gruppenphase | Shanghai Shenhua        | 4:3    | 1:1 (H)  | 3:2 (A)   |
| 2011   | AFC Champions League | Gruppenphase | Kashima Antlers         | 1:5    | 0:3 (H)  | 1:2 (A)   |

Gesamtbilanz: 12 Spiele, 3 Siege, 5 Unentschieden, 4 Niederlagen, 14:16 Tore (Tordifferenz −2)

## Fans
In der ersten A-League-Saison lag der Zuschauerschnitt bei Heimspielen des FC Sydney bei 19.647 (ohne Finalrunde bei 16.668, was zu dieser Zeit noch ein Rekord für einen Verein in der australischen Liga war).
Die lautstärksten Fans stehen in der Nordkurve des Sydney Football Stadium und sind unter dem Namen „The Cove“ bekannt. Diese Bezeichnung der Fans „The Cove“ leitet sich vom ursprünglichen Namen der Siedlung Sydneys, Sydney Cove, ab. Auf dieser ursprünglichen Siedlung befindet sich jetzt das Circular Quay Ferry Terminal. Die meisten Mitglieder der Cove besuchen zwar jedes Heimspiel, aber von diesen Fans reist nur eine kleine Gruppe zu den Auswärtsspielen, um dort die Mannschaft zu unterstützen.
Am 7. Juli nahm Jimmy Barnes, ein australischer Rocksänger, mit 25 Mitgliedern der Cove, die den Backgroundchor bildeten, die Vereinshymne „Sydney FC For Me“ auf. Diese wurde vor dem Start der Saison 2006/07 veröffentlicht.

## Trainerchronik
Stand: 3. März  2024. Nur Meisterschaftsspiele mit den Finalspielen wurden berücksichtigt. Für Siege und Unentschieden in Finalspielen werden keine Punkte hinzuaddiert.
| Pierre Littbarski | Deutschland | Februar 2005      | 3. Mai 2006       | 25  | 12 – 07– 06     | 40:32   | 36  |
| Terry Butcher     | England     | 17. Mai 2006      | 7. Februar 2007   | 23  | 09 – 08 – 06    | 31:22   | 29  |
| Branko Čulina     | Australien  | 13. Februar 2007  | 22. Oktober 2007  | 9   | 02 – 03 – 04    | 08:10   | 09  |
| John Kosmina      | Australien  | 25. Oktober 2007  | 30. Januar 2009   | 33  | 13 – 10 – 10    | 53:46   | 49  |
| Vítězslav Lavička | Tschechien  | 1. Februar 2009   | 3. Februar 2012   | 89  | 35 – 22 – 32    | –       | –   |
| Ian Crook         | England     | 14. Mai 2012      | 11. November 2012 | 6   | 02 – 00 – 04    | 09:16   | 06  |
| Frank Farina      | Australien  | 28. November 2012 | 22. April 2014    | 47  | 019 – 08 – 020  | 0–      | 0–  |
| Graham Arnold     | Australien  | 8. Mai 2014       | 28. April 2018    | 113 | 065 – 028 – 020 | 0–      | 0–  |
| Steve Corica      | Australien  | 16. Mai 2018      | 7. November 2023  | 145 | 70 - 30 - 45    | 231:182 | 221 |
| Ufuk Talay        | Australien  | 8. November 2023  |                   | 16  | 9 - 3 - 4       | 37:24   | 30  |

## Spieler
Für eine komplette Auflistung aller Spieler des Sydney FC, siehe Liste der Spieler des Sydney FC.
- Dwight Yorke (2005–2007)
- David Zdrilic (2005–2008)
- Alessandro Del Piero (2012–2014)
- Marc Janko (2014–2015)
- Filip Hološko (2015–2017)

## Kader der Saison 2024/25
Stand: 15. Oktober 2024
| Nr.        | Nat.       | Name                     | Geburtstag | im Verein seit | Vertrag bis |     |
| Tor        | Tor        | Tor                      | Tor        | Tor            | Tor         | Tor |
| ---------- | ---------- | ------------------------ | ---------- | -------------- | ----------- | --- |
| 1          | Australien | Andrew Redmayne          | 13.01.1989 | 2017           | 2025        |     |
| 12         | Australien | Harrison Devenish-Meares | 27.10.1996 | 2024           | 2026        |     |
| 30         | Australien | Gus Hoefsloot            | 13.03.2006 | 2023           | 2026        |     |
| Abwehr     |            |                          |            |                |             |     |
| 3          | Australien | Aaron Gurd               | 18.09.2001 | 2022           | 2025        |     |
| 4          | Australien | Jordan Courtney-Perkins  | 06.11.2002 | 2023           | 2026        |     |
| 5          | Australien | Hayden Matthews          | 19.06.2004 | 2024           | 2027        |     |
| 16         | Australien | Joel King                | 30.10.2000 | 2023           | 2026        |     |
| 21         | Australien | Zac De Jesus             | 04.02.2006 | 2023           | 2026        |     |
| 23         | Australien | Rhyan Grant              | 26.02.1991 | 2009           | 2026        |     |
| 41         | Australien | Alexandar Popovic        | 07.09.2002 | 2024           | 2025        |     |
| Mittelfeld |            |                          |            |                |             |     |
| 6          | Australien | Corey Hollman            | 25.09.2003 | 2022           | 2026        |     |
| 8          | Marokko    | Anas Ouahim              | 23.09.1997 | 2024           | 2026        |     |
| 15         | Brasilien  | Leó Sena                 | 31.12.1995 | 2024           | 2026        |     |
| 17         | Australien | Anthony Cáceres          | 29.09.1992 | 2019           | 2024        |     |
| 20         | Australien | Tiago Quintal            | 16.06.2006 | 2024           | 2027        |     |
| 22         | Australien | Max Burgess              | 16.01.1995 | 2021           | 2025        |     |
| 24         | Australien | Wataro Kamijo            | 17.04.2006 | 2023           | 2026        |     |
| 27         | Australien | Lachlan Middleton        | 22.02.2006 | 2024           | 2027        |     |
| 29         | Australien | Joe Lacey                | 22.06.2007 | 2023           | 2027        |     |
| Sturm      |            |                          |            |                |             |     |
| 7          | Australien | Adrian Segecic           | 01.06.2004 | 2022           | 2025        |     |
| 9          | Polen      | Patryk Klimala           | 05.08.1998 | 2024           | 2025        |     |
| 10         | England    | Joe Lolley               | 25.08.1992 | 2022           | 2026        |     |
| 11         | Brasilien  | Douglas Costa            | 14.09.1990 | 2024           | 2026        |     |
| 13         | Australien | Patrick Wood             | 16.09.2002 | 2021           | 2025        |     |
| 19         | Australien | Mitch Glasson            | 04.05.2006 | 2023           | 2026        |     |
| 25         | Australien | Jaiden Kucharski         | 25.06.2002 | 2022           | 2025        |     |
| 28         | Australien | Nathan Amanatidis        | 23.01.2006 | 2023           | 2026        |     |
| 33         | Australien | Marin France             | 01.02.2007 | 2024           | 2027        |     |